# Prêmio Albert Lasker de investigação em Clínica Médica
O Prémio Lasker de investigação em Clínica Médica é um dos prémios Lasker, concedido pela Fundação Lasker, para premiar os cientistas que se distinguiram na investigação na área da Clínica Médica.

## Laureados
- 1994: Maclyn McCarty
- 1996: Paul Zamecnik
- 1997: Victor A. McKusick
- 1998: Daniel E. Koshland, Jr.
- 1999: Seymour S. Kety
- 2000: Sydney Brenner
- 2002: James E. Darnell
- 2004: Matthew Meselson
- 2006: Joseph G. Gall
- 2008: Stanley Falkow
- 2010: David Weatherall
- 2012: Donald David Brown e Tom Maniatis[1]
- 2014: Mary-Claire King
- 2016: Bruce Alberts[2]
- 2018: Joan A. Steitz[3]